# Arleth Terán
Arleth Rocío Terán Sotelo (Ciudad Victoria, 3 de dezembro de 1976) é uma atriz mexicana.

## Carreira
Iniciou sua carreira artística, na década de 1980, realizando comerciais de televisão em San Luis Potosí.
Em 1994 ela ingressou no Centro de Formação Artística da Televisa (CEA), durante a sua preparação como atriz recebeu muitas oportunidades para entrar no competitivo mundo da televisão.
Suas primeiras aparições foram nas telenovelas El vuelo del águila (1994), Agujetas de color de rosa (1994), Confidente de secundaria (1996) e Canción de amor (1996), e tendo papéis maiores na novelas Mi pequeña traviesa (1998), Tres mujeres (1998), Alma rebelde (1999) e Primer amor... a mil por hora (2000). Em 2002 fez parte do programa Big Brother VIP. O curioso é que a maior parte das personagens interpretadas pela atriz são vilãs
Seu grande trabalho tem sido reconhecido por muitos críticos, tanto nacional como internacionalmente, e por isso que tem inúmeros prêmios, como "Golden Eagle" na Venezuela, "ACE" prêmio de Nova York, e "El Heraldo", "Las palmas de oro" y el "Sol de oro", do México.
Em 2011, Terán, posa nua para a revista playboy, deixando os homens impressionados. Naquele ano integrou o elenco da telenovela Rafaela , interpretando Ilena.
Em 2013 integrou  o elenco da telenovela Corazón indomable  onde deu vida a pintora Natasha ,sendo que nessa produção compartilhou cenas com Ana Brenda Contreras ,Daniel Arenas , entre outros.  Pouco tempo depois, interpreta a vilã cômica de De que te quiero, te quiero.
Em 2015 integrou o elenco de Hasta el fin del mundo , produzida por Díaz Gonzalez  para a Televisa. No mesmo ano, interpretou a grande vilã Vanessa, da nova adaptação da telenovela Simplemente María.

## Vida pessoal
Em 1996, durante as gravações da telenovela Tú y yo, a atriz foi apontada como o pivô da separação de Joan Sebastian e Maribel Guardia, protagonistas da novela e casados na vida real. A atriz realmente teve um caso com o cantor, porém por vários motivos, durou pouco tempo.
Em 1 de junho de 2017, deu à luz ao seu primeiro filho León Alexander, fruto da sua relação com o produtor de cinema Matthias Ehrenberg.

## Filmografia

### Telenovelas
- Juegos de amor y poder (2025).... Bertha Rodríguez Cisneros
- La reina soy yo (2019).... Ligia Martínez de Cruz
- Las Buchonas (2018-2019).... Débora
- Sin miedo a la verdad (2018).... Mariana
- Simplemente María (2015-2016).... Vanessa Rivapalacio Landa / Rosalía Serrano / Catalina Bretón
- Hasta el fin del mundo (2014-2015).... Regina
- De que te quiero, te quiero (2013).... Cunchetina
- Corazón indomable (2013).... Natasha Fontes
- Rafaela (2011).... Ileana Contreras
- Zacatillo (2010).... Hortensia "Tencha" Guzmán de Carretas
- Mañana Es Para Siempre (2009).... Priscila Avelar de Elizalde
- Yo amo a Juan Querendón (2007).... Ivonne Mosquera Espejo
- La Esposa Virgen (2005).... Olga Barquín
- Corazones al límite (2004).... Emma Martínez
- De pocas, pocas pulgas (2003).... Mireya
- Primer amor... tres años después (2001).... Priscila Luna Guerra
- Primer amor... a mil por hora (2000).... Priscila Luna Guerra
- Alma rebelde (1999).... Odette Fuentes Cano Rivera Hill
- Tres mujeres (1999).... Brenda Muñoz
- Preciosa (1998).... Alejandra
- Mi pequeña traviesa (1997).... Déborah
- Tú y yo (1996).... Barbara
- Agujetas de color de rosa (1994).... Marizza
- Alcanzar una estrella II (1991).... Marisol

### Séries de TV
- Como dice el dicho (2014)
- Mujer, casos de la vida real (2002)
- Big Brother VIP 3 (2004)
- Big Brother VIP: México (2004)
- Televiteatros (1993)

### Cinema
- Animales en Peligro (vídeo) (2004)
- Secretarias privadíssimas (2000)
- Milenio, el principio del fin (2000)
- Confidente de Secundária (1996)